# ゲームマシン
『ゲームマシン』（英: Game Machine、1974年 - 2002年）は、かつてアミューズメント通信社が発行していたアミューズメントマシンおよび遊園施設に関する業界紙。
2002年6月15日号で休刊して以降は同社のウェブサイトにおいて、月に2回のニュースを配信していた。

## 歴史

### 紙媒体
1974年に8月10日号として創刊。創刊から1975年5月10日発行の24号までは月3回発行のタブロイド紙でメダルゲームが記事の中心だった。1975年6月15日発行の26号においてタイトーのビデオゲームである『スピードレース』が人気を博していることが記事となって以降、次第にビデオゲームの記事が増加、1978年の『スペースインベーダー』大流行に伴いゲームセンターが主力読者層になった。一方で遊園地・デパートの屋上遊戯施設などの娯楽施設も主な記事対象にしていた。
海外情報や人事情報も細かく掲載され業界関係者に重宝される存在であったが、1990年代後半より、家庭用ゲーム機の高性能化に伴うゲームのサイクル短期化や、ゲームセンターの設備投資増大に耐えられず、閉店する個人経営店の増加により読者が減少し、2002年6月15日号の第660号をもって印刷物（紙媒体）としては休刊した。

### ウェブ媒体
1997年からは、紙媒体の発行と並行して同社のウェブサイトでニュース配信を開始した。配信された記事は全てバックナンバーとして閲覧できる。また2019年6月には、おにたまの協力を得て、紙媒体の創刊号から第660号までのバックナンバーをPDFにして、ウェブでの公開を開始した。
2022年10月21日、Web版の更新を同年10月15日号をもって終了することを発表した。バックナンバー等の閲覧は当面は可能にするとしている。